# Diego Galván
Diego Alberto Galván (General Rodríguez, Provincia de Buenos Aires, Argentina; 19 de marzo de 1982) es un exfutbolista y entrenador argentino. Jugaba como volante y su primer equipo fue Lanús. Su último club antes de retirarse fue Sol de Mayo de Viedma, club del que actualmente es entrenador.

## Trayectoria
Se formó en las divisiones inferiores de Platense, llegando a integrar el banco de suplentes en tres ocasiones pero sin tener la chance de jugar; luego pasó a Lanús donde sí hizo su debut como profesional.
En el 2006 obtuvo el Torneo Apertura de Argentina con Estudiantes de La Plata tras vencer en una final, como consecuencia de igualar en puntaje, a Boca Juniors. En ese mismo torneo el jugador anotó dos goles en lo que ha sido la mayor goleada que se ha visto en el clásico platense frente a Gimnasia y Esgrima de Las Plata, donde el marcador final fue de 7-0 en favor del conjunto pincharrata (marcando el 1er y el 4to tanto). El 29 de julio de 2007 sufrió una grave lesión en los ligamentos de la rodilla izquierda durante un partido amistoso contra Libertad de Paraguay.
En 2009 tuvo un breve paso por Arsenal de Sarandí. En el año 2010 volvió a Olimpo de Bahía Blanca. Luego en 2011 empezó su tercer ciclo en Estudiantes de La Plata. Tras una temporada en Unión de Santa Fe, a mediados del año 2013 se marcha a Estudiantes de Caseros.
En mayo de 2015 comienza un periplo en el Torneo Federal B, cuarta categoría del fútbol argentino, jugando para Huracán de Comodoro Rivadavia, después de estar inactivo por algún tiempo.
En febrero de 2016 se incorpora a Sol de Mayo de Viedma para jugar el Torneo Federal B, como una firme apuesta al ascenso del equipo rionegrino, objetivo que lograría en 2017.

## Clubes

### Como jugador
| Club                          | País      | Año       |
| ----------------------------- | --------- | --------- |
| Lanús                         | Argentina | 2000-2001 |
| Monarcas Morelia              | México    | 2002      |
| Lanús                         | Argentina | 2002      |
| Beira-Mar                     | Portugal  | 2003      |
| Olimpo de Bahía Blanca        | Argentina | 2003-2005 |
| River Plate                   | Argentina | 2005      |
| Estudiantes de La Plata       | Argentina | 2006      |
| River Plate                   | Argentina | 2007      |
| Estudiantes de La Plata       | Argentina | 2007-2009 |
| Arsenal de Sarandí            | Argentina | 2009-2010 |
| Olimpo de Bahía Blanca        | Argentina | 2010-2011 |
| Estudiantes de La Plata       | Argentina | 2011-2012 |
| Unión de Santa Fe             | Argentina | 2012-2013 |
| Estudiantes de Caseros        | Argentina | 2013-2014 |
| Huracán de Comodoro Rivadavia | Argentina | 2015      |
| Sol de Mayo de Viedma         | Argentina | 2016-2021 |
| Deportivo Roca de Río Negro   | Argentina | 2021      |
| Sol de Mayo de Viedma         | Argentina | 2022-2023 |

### Como entrenador
| Club                  | País      | Año   |
| --------------------- | --------- | ----- |
| Sol de Mayo de Viedma | Argentina | 2024- |

### Estadísticas
- Actualizado al final de su carrera deportiva

| Club                       | Div.                | Temporada           | Liga | Liga | Copa Nacional | Copa Nacional | Copa Internacional | Copa Internacional | Total | Total |
| Club                       | Div.                | Temporada           | PJ   | G    | PJ            | G             | PJ                 | G                  | PJ    | G     |
| -------------------------- | ------------------- | ------------------- | ---- | ---- | ------------- | ------------- | ------------------ | ------------------ | ----- | ----- |
| Lanús Argentina            |                     |                     |      |      |               |               |                    |                    |       |       |
| 1.ª                        | 2000/01             | 4                   | 1    | -    | -             | -             | -                  | 4                  | 1     |       |
| 1.ª                        | 2001/02             | 11                  | 1    | -    | -             | -             | -                  | 11                 | 1     |       |
| 1.ª                        | 2002/03             | 4                   | 0    | -    | -             | -             | -                  | 4                  | 0     |       |
| Total                      | Total               | 19                  | 2    | -    | -             | -             | -                  | 19                 | 2     |       |
| Morelia · México           |                     |                     |      |      |               |               |                    |                    |       |       |
| 1.ª                        | 2002                | 13                  | 5    | -    | -             | 3             | 1                  | 16                 | 6     |       |
| Total                      | Total               | 13                  | 5    | -    | -             | 3             | 1                  | 16                 | 6     |       |
| Beira-Mar Portugal         |                     |                     |      |      |               |               |                    |                    |       |       |
| 1.ª                        | 2002/03             | 4                   | 0    | -    | -             | -             | -                  | 4                  | 0     |       |
| Total                      | Total               | 4                   | 0    | -    | -             | -             | -                  | 4                  | 0     |       |
| Olimpo Argentina           |                     |                     |      |      |               |               |                    |                    |       |       |
| 1.ª                        | 2003/04             | 21                  | 1    | -    | -             | -             | -                  | 21                 | 1     |       |
| 1.ª                        | 2004/05             | 32                  | 13   | -    | -             | -             | -                  | 32                 | 13    |       |
| 1.ª                        | 2010/11             | 25                  | 5    | -    | -             | -             | -                  | 25                 | 5     |       |
| Total                      | Total               | 78                  | 19   | -    | -             | -             | -                  | 78                 | 19    |       |
| River Plate Argentina      |                     |                     |      |      |               |               |                    |                    |       |       |
| 1.ª                        | 2005/06             | 8                   | 0    | -    | -             | 1             | 0                  | 9                  | 0     |       |
| 1.ª                        | 2006/07             | 16                  | 2    | -    | -             | 4             | 1                  | 20                 | 3     |       |
| Total                      | Total               | 24                  | 2    | -    | -             | 5             | 1                  | 29                 | 3     |       |
| Estudiantes (LP) Argentina |                     |                     |      |      |               |               |                    |                    |       |       |
| 1.ª                        | 2005/06             | 15                  | 2    | -    | -             | 9             | 1                  | 24                 | 3     |       |
| 1.ª                        | 2006/07             | 19                  | 3    | -    | -             | -             | -                  | 19                 | 3     |       |
| 1.ª                        | 2007/08             | 11                  | 1    | -    | -             | 5             | 0                  | 16                 | 1     |       |
| 1.ª                        | 2008/09             | 25                  | 3    | -    | -             | 17            | 1                  | 42                 | 4     |       |
| 1.ª                        | 2011/12             | 7                   | 0    | 1    | 0             | -             | -                  | 8                  | 0     |       |
| Total                      | Total               | 77                  | 9    | 1    | 0             | 31            | 2                  | 109                | 11    |       |
| Arsenal Argentina          |                     |                     |      |      |               |               |                    |                    |       |       |
| 1.ª                        | 2009/10             | 26                  | 4    | -    | -             | -             | -                  | 26                 | 4     |       |
| Total                      | Total               | 26                  | 4    | -    | -             | -             | -                  | 26                 | 4     |       |
| Unión Argentina            |                     |                     |      |      |               |               |                    |                    |       |       |
| 1.ª                        | 2012/13             | 21                  | 1    | 0    | 0             | -             | -                  | 21                 | 1     |       |
| Total                      | Total               | 21                  | 1    | 0    | 0             | -             | -                  | 21                 | 1     |       |
| Estudiantes (C) Argentina  |                     |                     |      |      |               |               |                    |                    |       |       |
| 3.ª                        | 2013/14             | 21                  | 2    | 4    | 0             | -             | -                  | 25                 | 2     |       |
| 3.ª                        | 2014                | 2                   | 0    | 1    | 0             | -             | -                  | 3                  | 0     |       |
| Total                      | Total               | 23                  | 2    | 5    | 0             | -             | -                  | 28                 | 2     |       |
| Huracán (CR) Argentina     |                     |                     |      |      |               |               |                    |                    |       |       |
| 4.ª                        | 2015                | 20                  | 9    | -    | -             | -             | -                  | 20                 | 9     |       |
| Total                      | Total               | 20                  | 9    | -    | -             | -             | -                  | 20                 | 9     |       |
| Sol de Mayo Argentina      |                     |                     |      |      |               |               |                    |                    |       |       |
| 4.ª                        | 2016                | ?                   | ?    | -    | -             | -             | -                  | ?                  | ?     |       |
| 4.ª                        | Comp. 2016          | ?                   | ?    | -    | -             | -             | -                  | ?                  | ?     |       |
| 4.ª                        | 2017                | ?                   | ?    | 1    | 0             | -             | -                  | ?                  | ?     |       |
| 3.ª                        | 2018/19             | 23                  | 8    | 3    | 1             | -             | -                  | 26                 | 9     |       |
| 3.ª                        | 2019/20             | 15                  | 7    | 1    | 0             | -             | -                  | 16                 | 7     |       |
| 3.ª                        | 2020                | 4                   | 1    | -    | -             | -             | -                  | 4                  | 1     |       |
| 3.ª                        | 2021                | 19                  | 5    | -    | -             | -             | -                  | 19                 | 5     |       |
| 3.ª                        | 2022                | 14                  | 3    | 1    | 0             | -             | -                  | 15                 | 3     |       |
| 3.ª                        | 2023                | 1                   | 0    | -    | -             | -             | -                  | 1                  | 0     |       |
| Total                      | Total               | 123                 | 49   | 6    | 1             | -             | -                  | 129                | 50    |       |
| Deportivo Roca Argentina   |                     |                     |      |      |               |               |                    |                    |       |       |
| 4.ª                        | 2021/22             | 4                   | 2    | -    | -             | -             | -                  | 4                  | 2     |       |
| Total                      | Total               | 4                   | 2    | -    | -             | -             | -                  | 4                  | 2     |       |
| Total en su carrera        | Total en su carrera | Total en su carrera | 432  | 104  | 12            | 1             | 39                 | 4                  | 483   | 109   |

## Palmarés

### Campeonatos nacionales
| Título           | Club                    | País      | Año    |
| ---------------- | ----------------------- | --------- | ------ |
| Primera División | Estudiantes de La Plata | Argentina | A-2006 |

### Copas internacionales
| Título            | Club                    | Sede   | Año  |
| ----------------- | ----------------------- | ------ | ---- |
| Copa Libertadores | Estudiantes de La Plata | Brasil | 2009 |

### Otros logros
| Título               | Club                  | País      | Año  |
| -------------------- | --------------------- | --------- | ---- |
| Ascenso al Federal A | Sol de Mayo de Viedma | Argentina | 2017 |